# Hynd Bouhia
 (mars 2021).
L'article doit être relu — et modifié si nécessaire — par des contributeurs indépendants pour apporter un regard critique aux contributions effectuées en violation des conditions d'utilisation de Wikipédia, tant sur la forme (notamment concernant le style encyclopédique, la proportionnalité) que sur le fond (la neutralité de point de vue, la qualité et l'indépendance des sources).
Hynd Bouhia, née le 21 octobre 1972 à Casablanca, est une femme d'affaires et financière marocaine. Après avoir occupé des postes de responsabilité à la Banque mondiale à Washington, elle est nommée au conseil du Cabinet du Premier Ministre du Maroc.
En 2008, elle est nommée au Directoire de la bourse de Casablanca, poste qu'elle a occupé un an.
En avril 2021, Hynd Bouhia est nommé Ambassadrice pour la Paix pour le World Peace Tracts.
Elle est également professeur en développement durable et changements climatiques, et membre de projets de recherche à l’université Harvard.  
Le Dr Hynd Bouhia intervient dans les grandes conférences internationales et elle est membre de la Society of Scholars de l’université Johns-Hopkins.

## Biographie

### Formation
Après avoir  reçu son diplôme d’ingénieur en industrie et manufacture à l’École centrale Paris en 1995, un master en science, et son doctorat (Ph.D.) de la School of Engineering and Applied Sciences de l’université Harvard en juin 1998, elle obtient un MA de la School of Advanced International Studies de l’université Johns-Hopkins en juin 2000. Enfin, Hynd Bouhia est fellow du programme de l’Archbishup Tutu for Africa Leadership et de l’université d’Oxford depuis 2013.

#### Parcours professionnel
Hynd Bouhia intègre de 1994 à 1997 l’enseignement de la recherche opérationnelle et son application à l’économie pendant trois semestres avec le professeur Peter Rogers, division d’ingénierie et de sciences appliquées à l’université Harvard.
Début 2001, elle devient manager financier de la Banque mondiale pour gérer les opérations et marchés financiers, trésorerie. Responsable des émissions et du suivi en Bourse des obligations internationales de la Banque mondiale libellées en monnaies émergentes. Chef de projets pour l’ouverture globale de nouveaux marchés financiers, notamment Dubaï, l’Inde, le Maroc, le Mexique et la Thaïlande.
Fin 2004, elle quitte la Banque mondiale pour devenir conseillère économique du Premier ministre Driss Jettou en occupant le poste de responsable des investissements et des affaires économiques. Chargée d’exécution et coordination des dossiers et projets sur l’investissement, l’industrie (plan Émergence), et le tourisme ; ainsi que l’élaboration et l’exécution des contrats cadre de deux secteurs. Suivi de la commission d’investissement. Élaboration de la proposition du Maroc pour le Millenium Challenge Account de 700 millions de dollars. En 2008, elle devient la directrice générale et membre du directoire de la bourse de Casablanca durant quelques mois.
En 2021, elle fonde la BAL Method® (Believe. Act. Lead.), une méthode de développement du self-leadership et du leadership stratégique, destinée à accompagner les individus dans leur transformation personnelle et professionnelle. À travers cette approche, elle forme des leaders à incarner leur vision avec clarté, impact et alignement.
Elle est également l’auteure de deux ouvrages en anglais devenus best-sellers sur Amazon : Believe. Act. Lead. (2022) et The Art of Self-Leadership: 12 Codes to Elevate Yourself to Greatness (2023), qui servent de fondation à ses programmes de formation en leadership.
Son travail est régulièrement mis en avant dans les médias internationaux, notamment Madame Figaro et Marie Clair pour son engagement en faveur d’un leadership global, inclusif et aligné.

## Distinctions
Nommée en 2008 par Forbes la 29 ème femme la plus influente au monde.
Nommée en 2015 par Forbes parmi les femmes arabes les plus influentes dans le monde Arabe en business,
Certificat de la Sais Business School d’Oxford du programme de l’Archbishop Tutu de Leadership en Afrique (2013).
En 2008, elle est classée dans le Top 30 des femmes les plus puissantes du monde,. 
BAL Method marque enregistrée en France